# Winterfilm Collective
El Winterfilm Collective (llistat com a Winterfilm, Inc. als crèdits de la pel·lícula Winter Soldier) format per Fred Aronow (director de fotografia), Nancy Baker (editor), Joe Bangert (membre de Vietnam Veterans Against the War), Rhetta Barron (editor), Robert Fiore (director de fotografia), David Gillis (director de fotografia), David Grubin, Jeff Holstein (director de fotografia), Barbara Jarvis (editor), Algis "Al" Kaupas (enginyer de so), Barbara Kopple, Mark Lenix (membre del VVAW), Michael Lesser (director de fotografia), Nancy Miller (enginyer de so), Lee Osborne (enginyer de so), Lucy Massie Phenix (editor), Roger Phenix (enginyer de so), Benay Rubenstein (editor), Rusty Sachs (membre de VVAW), i Michael Weill (editor).
El col·lectiu va produir i dirigir el documental de 1972 Winter Soldier sobre les Winter Soldier Investigation de 1971 a Detroit, així com el Vietnam Veterans Against the War (VVAW) protesta contra la guerra i marxa a Washington, DC, on els membres de la VVAW van denunciar la Guerra del Vietnam i van llençar les seves medalles.
El col·lectiu també va ajudar a finançar la restauració del documental de Shirley Clarke Portrait of Jason.